# Rock'n Roll Band
"Rock'n Roll Band" é uma canção gravada pelo grupo sueco ABBA. A música faz parte do álbum Ring Ring, lançado em 1973.
Nos EUA, a canção foi lançada como single pela Playboy Records. Foi emitida em 1973 como um seguimento ao menor hit "People Need Love".

## Faixas
Estampa inicial
1. A. "Rock 'n Roll Band"
2. B. "Another Town, Another Train"

Estampa posterior
1. A. "Rock 'n Roll Band"
2. B. "Rock 'n Roll Band"